# 6052 Junichi
6052 Junichi (1992 CE1) là một tiểu hành tinh nằm phía ngoài của vành đai chính được phát hiện ngày 9 tháng 2 năm 1992 bởi K. Endate và K. Watanabe ở Kushiro / Kitami. Nó được đặt theo tên của nhà thiên văn học Junichi Watanabe (1960-).